# Carlos Maximiliano Estévez
Carlos Maximiliano Estévez (Buenos Aires, 9 de juny de 1977) és un exfutbolista argentí, que ocupava la posició de davanter.
Al llarg de la seua carrera va militar en nombrosos equips de tota IberoAmèrica: Racing Club i Olimpo de Bahía Blanca al seu país, Club Zacatepec a Mèxic, Estudiantes de Mérida a Veneçuela, Antofagasta a Xile, Cerro Porteño al Paraguai, Racing de Santander a la competició espanyola i CF Estrela da Amadora a la portuguesa.